# キラーソフト
キラーソフトとは、キラーアプリケーションのなかで特定の家庭用ゲーム機や携帯ゲーム機が普及することに貢献したソフトウェアである。和製英語。文献によってはキラーアプリケーションの項目の中でこの用語についても説明している（IT用語辞典BINARYなど）。英語でも同様である。

## 概要
英語ではkiller-applicationあるいはkiller gameあるいはsystem-sellerと呼ばれる。
IT用語辞典BINARYは項目「キラーアプリケーション」の末尾にゲームソフトの事例も挙げており、ファミリーコンピュータにおける『スーパーマリオブラザーズ』や、ニンテンドーDSにおける『脳を鍛える大人のDSトレーニング』（脳トレ）を揚げた。

## 主なキラーソフト
- ファミリーコンピュータのスーパーマリオブラザーズ[7]

当時ギネスブックに「世界一売れたゲーム」として登録されており、世界的にファミリーコンピュータの売上に貢献した。
- セガ・マークIII/マスターシステムのスペースハリアー（アーケードゲームから移植）

有り余るハード性能の差を、大容量2メガROMカートリッジの採用と、動きと表示の精細さを割り切りBG面にキャラクターを大きく描画するというアイデアで克服して移植を実現。本体普及の火付け役となった。
- ゲームボーイ
  - テトリス[8][9]（アーケードゲームから移植）

ソ連製の落ち物パズルゲームで、セガの移植でアーケードゲームで流行していたものをゲームボーイ発売直後に任天堂が権利を取得してゲームボーイに移植して発売した。老若男女を問わない単純で分かりやすいこのゲームがゲームボーイを牽引したと任天堂社長だった山内溥が語っており、400万本以上が売れてゲームボーイの爆発的普及に繋がった[10][11]。
  - ポケットモンスター 赤・緑

「2バーション同時発売」や「バージョン間での通信対戦・交換」などといった斬新な要素で口コミが広まり、当時ポリゴン表示が可能なPlayStationやセガサターンといった据置機の台頭で縮小していたゲームボーイ本体の売上を復活させた。2バージョン合計の出荷本数は822万本と上記の『スーパーマリオブラザーズ』を上回る。
- PCエンジンのR-TYPE I[12]（アーケードゲームから移植）

オリジナルはアイレムのアーケードゲームで、PCエンジンへの移植にあたっては容量の都合から前半と後半の4面ずつに『R-TYPEI』と『R-TYPEII』に分けてリリースされた。前半ステージを収録した『I』は、アーケードゲームと遜色ない移植として、PCエンジン本体の売れ行きを伸ばす起爆剤となった。
- CD-ROM2の天外魔境 ZIRIA

世界初のCD-ROMを媒体としたRPG。大容量を活用したアニメーション処理や声優音声、坂本龍一作曲の楽曲が使用されているなど当時の規格外の演出で話題を呼び、本体普及の火付け役となった。
- メガドライブのソニック・ザ・ヘッジホッグ

任天堂のマリオに対抗するべくセガが生み出したキャラクターによる超音速アクションゲーム。メガドライブの高速処理能力をふんだんに生かし、世界で1500万本が売れて、メガドライブ本体の売れ行きを伸ばす起爆剤となった。
- スーパーファミコンのストリートファイターII[13]（アーケードゲームから移植）

1992年夏にスーパーファミコンに移植され、発売直後にミリオンセラー。累計で600万本が売れて、スーパーファミコン本体の需要を引っ張る原動力となったソフト。
- Super Nintendo Entertainment Systemのスーパードンキーコング

1994年の年末商戦に投入されたレア社開発のアクションゲームで、全世界930万本を売り上げ、ジェネシスに押されていた北アメリカ市場で始めてSNESが優位に立った。
- メガCDのソニック・ザ・ヘッジホッグCD
- 3DO
  - スーパーストリートファイターIIX[15]（アーケードゲームから移植）
  - Dの食卓[15]
- セガサターンのバーチャファイター[16]（アーケードゲームから移植）

元のアーケードゲームは世界初の3Dポリゴン対戦格闘ゲームで従来の対戦格闘と異なる斬新な要素は多くのファンを獲得し、セガサターンに移植したことで初期のセガサターンの普及を支えた。
- PlayStation
  - リッジレーサー[17]

PlayStationと同時発売のローンチタイトル。まだPlayStationを所有していないユーザーがゲームソフトだけ先に購入して、一時は本体を上回る本数が出荷されていた。スーパーファミコン世代のマシンでは不可能な3D表示能力を見せつけプレイステーションの売上げを牽引した[18][19]。
  - ファイナルファンタジーVII[20]

日本国内で320万本を売り上げたRPGで、シリーズで初めて任天堂以外のハードから発売されたことやシリーズ初のフルポリゴン化、ムービーの採用でも話題になり、前作を大幅に上回る売り上げを達成しPlayStationの販売にも貢献した。
- NINTENDO 64のスーパーマリオ64
- ドリームキャストのシーマン

- PlayStation 2のグランツーリスモ3 A-spec

PlayStation 2のグラフィックエンジンの能力を存分に引き出したリアルな3Dは欧米で大反響を呼び、本体とソフト同梱版も用意され、世界で1489万本売れ、PlayStation 2の世界での売上を牽引した。
- XboxのHalo: Combat Evolved[22]

- ニンテンドー ゲームキューブの大乱闘スマッシュブラザーズDX[23]

日本においてそれまでのニンテンドーゲームキューブ普及台数約30万台を上回る初週売上約35万本を記録、そのままハード売上を牽引して日本で最も売れたニンテンドーゲームキューブ用ソフトとなった。
- ニンテンドーDSの脳を鍛える大人のDSトレーニング[7]

口コミや報道などで話題を呼び、「脳トレ」という流行語を生んだ。国内400万本近くを販売し、ニンテンドーDSの普及を牽引した。
- WiiのWii Sports

日本国外ではWii本体とのセットで販売され、Wiiの特徴や長所を購入者にいきなり体験させ知らしめる役割を果たし、Wiiの売上を牽引した。世界累計売上本数は8000万本以上と上記の『スーパーマリオブラザーズ』を抜いて世界で最も売れたゲームとなった。
- Xbox 360のTHE IDOLM@STER[24]

実際の売上は10万本程度ながら本作の発売後からXbox Liveの加入率で日本が世界一になり、国内のみの販売ながらダウンロードコンテンツの売上は世界第3位に位置づけられるなど、Xbox Liveについてはキラータイトルとして挙げられる。
- PlayStation Portableのモンスターハンター ポータブルシリーズ[25][26]

『ポータブル 2nd』ではPlayStation Portableの作品としては日本国内で初となるミリオンセラーを達成し、『ポータブル 2nd G』はPlayStation Portableにおいて世界で最も売れたタイトルとなり、『ポータブル 3rd』においてはPlayStation Portableの作品として最も速く出荷本数400万本に到達するなど、日本におけるPlayStation Portableの普及を促進させる一因となった。
- Wii Uのスプラトゥーン

「インクを発射し、地面に撒き散らして縄張りを張る」や「ジャイロセンサーで照準操作」で話題を集めたTPS。当時販売不振だったWii Uの販売台数を押し上げ、日本国内の同ハードで最も売れたゲームソフトとなった。任天堂の第5代代表取締役社長である君島達己は本作について、「1本のソフトがハードの流れを変えることが当社の歴史上、何回も起こっている。スプラトゥーンも『これがあればハードごと買ってもいい』と多くの方に思っていただけるソフト」と評している。
- Nintendo Switch
  - スプラトゥーン2[29]

発売前からキラータイトルとして期待されており、初週の売上は推定64万6000本で、前作『スプラトゥーン』の初週14万7000本を大きく上回った。また、『マリオカート8 デラックス』の63万9000本を上回り、Nintendo Switch用ソフトにおける過去最高の販売本数を初週で更新した[30]。
  - あつまれ どうぶつの森[31][32]

初週の売上は推定183万2000本で、シリーズ最高の初週売上を記録すると同時に、Nintendo Switch用ソフトとして歴代1位の初週売上を記録した[31]。また、日本国内ゲームソフト売上本数が1位（950万本）で、世界でも販売本数が発売1年で3,263万本を記録した[33]。